# Нейната дума
„Нейната дума“ (на английски: She Said) е американска биографична драма от 2022 г. на режисьора Мария Шрадер, по сценарий на Ребека Ленкиевич, и е продуциран от Брад Пит, Дийд Гардинър и Джеръми Клейнър. Базиран е на едноименната книга от 2019 г., написан от Джоди Кантър и Меган Тухи, журналисти от „Ню Йорк Таймс“. Във филма участват Кери Мълиган, Зоуи Казан, Патриша Кларксън, Андре Брауър, Дженифър Ел, Саманта Мортън и Ашли Джъд.
Световната премиера се състои в 60-ият филмов фестивал в Ню Йорк на 13 октомври 2022 г., и е пуснат по кината на 18 ноември 2022 г. от „Юнивърсъл Пикчърс“.